# Trinitarierne
Trinitarierne (eller trinitarerne, Den Hellige Treenigheds Orden, latin: Ordo Sanctissimae Trinitatis, OSsT) er en katolsk munkeorden af kanniker, stiftet 1198 af Johannes af Matha (død 1213) og Felix af Valois (død 1212) med det formål at virke for løskøbelsen af kristne fanger hos de vantro. Ordenens medlemmer kaldes også maturinere eller æselsbrødre (i den ældste tid måtte de nemlig kun benytte æsler som ridedyr).
Ordensdragten var ifølge en vision, Johannes af Matha havde haft, hvid med et rødt og et blåt kors. Johannes blev ordenens første general. 1201 stiftede han et samfund af kvindelige tertiariere til ordenen. Trinitariere bredte sig hurtigt, kom senere til Amerika og fik mange fanger løskøbt. Indtil midten af 17. århundrede skal alene ordensprovinsen Gallien have løskøbt over 30.000 fanger; løsepengene indsamledes ved almisser, hvortil lagdes en del af ordenens egne indtægter.